# Editus
Editus, del llatí aedituus (pl. aeditui; variants: s. aeditumus, pl. aeditumi i s. aeditimus, pl. aeditimi) era el nom de les persones que, pel que sabem de les fonts literàries, cuidaven i netejaven els temples a l'antiga Roma. De fet, el primer element del terme, aedis, significa temple o edifici. Els aeditui tenien un estatut proper al sacerdoci i de vegades van ser anomenats sacerdots pels escriptors, però no ho eren. Les fonts epigràfiques, per la seva part, semblen indicar que els aeditui també s'ocupaven d'edificis públics no lligats a un culte.

## Aedituide temples
Pel que fa als aeditui de temples, la seva feina va anar desapareixent com a ofici lliure i va quedar en mans d'esclaus durant l'imperi, després d'un període en què ja no l'exercien els ciutadans de ple dret, sinó únicament els lliberts o esclaus emancipats. Si l'emperador feia construir o restaurar un temple, podia col·locar-hi com a aedituus, un esclau propi, és a dir un d'imperial, o bé un llibert. Els serveis rituals i sacerdotals van ser assumits pels Neòcors, que a més portaven la intendència i l'administració dels temples.
Els editus vivien generalment al mateix temple o en llocs propers i actuaven com a guies de les persones que els visitaven.

## Aedituid'edificis públics
Els aeditui d'edificis públics són coneguts principalment gràcies à l'epigrafia funerària del Cementiri dels officiales de Cartago. Aquests eren esclaus imperials.